# Loroum
Loroum ist eine Provinz in der Region Nord im westafrikanischen Staat Burkina Faso mit 172.916 Einwohnern (2013) auf 3587 km².

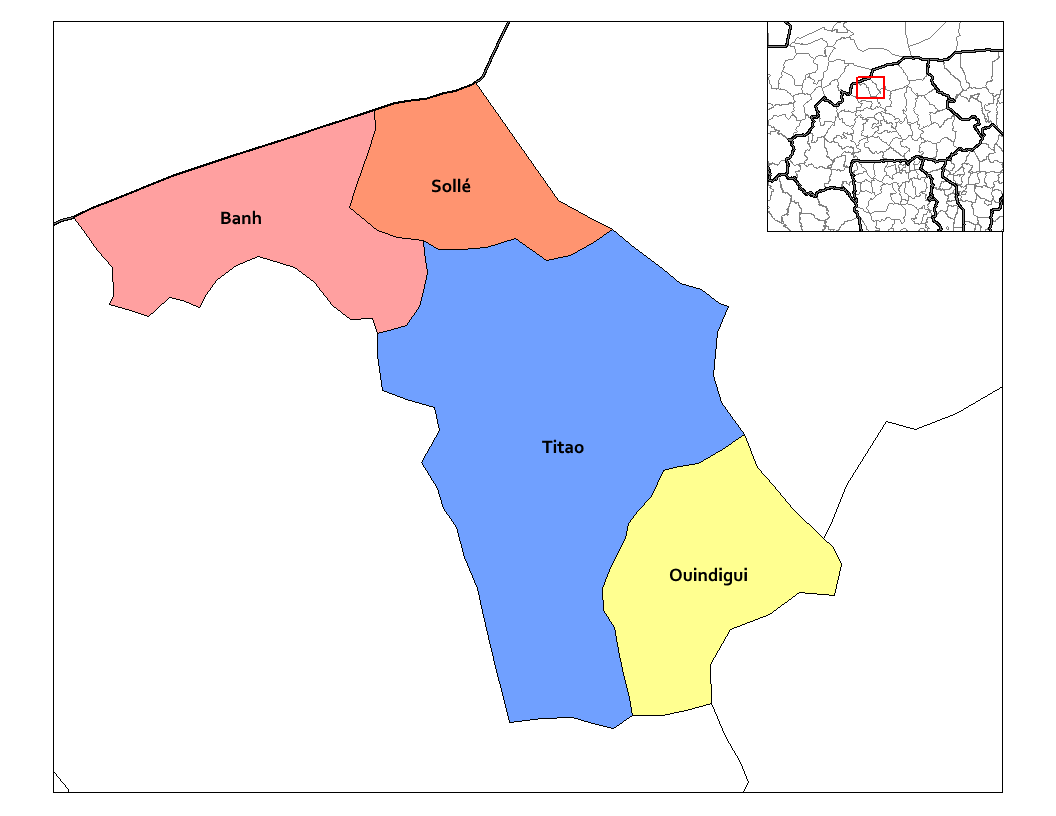
Departements in Loroum

Die Provinz besteht aus den Departements Titao, Banh, Sollé und Ouindigui. Hauptstadt ist Titao.

## Geschichte
Die Region weist eine Geschichte auf, die die Anwesenheit früher Jäger-und-Sammler-Gesellschaften bereits um 14.000 v. Chr. umfasst, gefolgt vom Aufkommen landwirtschaftlicher Siedlungen zwischen 3600 und 2600 v. Chr. Die Eisenverarbeitung, entscheidend für die frühe Entwicklung, trat in der Region spätestens zwischen 800 und 700 v. Chr. auf. Verschiedene ethnische Gruppen, darunter die Mossi, Fula und Dioula, ließen sich zwischen dem 8. und 15. Jahrhundert n. Chr. in aufeinanderfolgenden Wellen in der Region nieder. Das Gebiet geriet unter französische Kontrolle und wurde 1896 zu einem französischen Protektorat. Es wurde 1958 Teil der Republik Obervolta und später ein Teil von Burkina Faso.